# Рубинштейн, Ева
Ева Рубинштейн (англ. Eva Rubinstein, 18 марта 1933, Буэнос-Айрес) — американская балерина, актриса, фотограф.

## Биография
Мать — польская классическая балерина Анеля Млынарска (дочь дирижёра Эмиля Млынарского), отец — пианист Артур Рубинштейн. Родители постоянно переезжали. В семье говорили на польском, впоследствии дети выучили французский, а ещё позднее — английский. Ева росла в Париже. В пятилетнем возраста начала заниматься балетом с Матильдой Кшесинской. В 1939 г. семья переехала в США, Ева продолжила занятия балетом в Лос-Анджелесе, а затем в Нью-Йорке у Дж. Баланчина. Выступала на балетной сцене, несколько раз снялась в кино.
С 1967 г. Ева Рубинштейн стала заниматься фотографией. Училась фотоискусству у Лизетты Модел и Дианы Арбюс. Первый её персональный альбом вышел в 1974 г. В 1977—1984 гг. преподавала в Новой школе социальных исследований в Нью-Йорке.

### Семья
Муж (с 1956) — Уильям Слоун Коффин, священник, борец за гражданские права. В 1968 г. супруги разошлись. Дети:
- Александр (погиб в автомобильной катастрофе в 1982 г.)
- Эми
- Давид.

## Творчество
Работает как фотожурналист, автор натюрмортов, портретов, фотографий обнажённой натуры. Известна серия её фоторабот о Лодзи — родном городе её отца. Персональные выставки Евы Рубинштейн проходили в разных странах мира (США, Франция, Испания, Италия, Польша и др.).

### Фотоальбомы
- Eva Rubinstein, fotografie, 1967—1990. Września: Wydawnictwo Kropka, 2003